# Geschlossene Ortschaft
Die geschlossene Ortschaft ist ein feststehender Begriff der deutschen Straßenverkehrs-Ordnung und beschreibt den räumlichen Zusammenhang von (Wohn-)Häusern. Der Begriff dient dazu, diesen Bereich von der freien Strecke abzugrenzen und darin eigene Verkehrsregelungen aufzustellen. Dem Verkehrsteilnehmer wird der Anfang und das Ende der geschlossenen Ortschaft mit Hilfe einer gelben Ortstafel (Verkehrszeichen 310 und 311 nach § 42 Abs. 2 StVO) angezeigt. Davon abweichende Beschilderung hat keine rechtliche Verbindlichkeit. Die Allgemeine Verwaltungsvorschrift zur Straßenverkehrs-Ordnung erfordert dafür, dass eine „geschlossene Bebauung auf einer der beiden Seiten der Straße für den ortseinwärts Fahrenden erkennbar beginnt“. Eine geschlossene Bebauung liegt vor, „wenn die anliegenden Grundstücke von der Straße erschlossen werden“.

## Verkehrsregeln
Innerhalb einer geschlossenen Ortschaft gelten besondere Verkehrsregeln. Die nachfolgende (unvollständige) Aufzählung nennt einige Beispiele aus der Straßenverkehrs-Ordnung:
- Geschwindigkeitsbeschränkung auf 50 km/h für alle Kraftfahrzeuge außer auf Autobahnen (siehe § 3 Abs. 3 Nr. 1 StVO).
- Freie Fahrstreifenwahl für Kraftfahrzeuge bis zu 3,5 t zulässigem Gesamtgewicht auf Fahrbahnen mit mehr als einem markierten Fahrstreifen in der betreffenden Richtung, außer auf Stadtautobahnen. Das Rechtsfahrgebot ist insoweit aufgehoben, auf dem rechten Fahrstreifen darf schneller als links gefahren werden (siehe § 7 Abs. 3 StVO).
- Parkverbot 5 m vor einem Andreaskreuz (siehe § 12 Abs. 3 Nr. 6 StVO); demgegenüber außerhalb geschlossener Ortschaften 50 m.
- Im Gegensatz zu außerhalb darf innerhalb einer geschlossenen Ortschaft auf Vorfahrtsstraßen geparkt werden.
- Verbot des regelmäßigen Parkens mit LKW über 7,5 t zulässiges Gesamtgewicht sowie Anhänger über 2 t zulässiges Gesamtgewicht in reinen und allgemeinen Wohngebieten sowie Kur- und Klinikgebieten (siehe Parkverbotsregelung, § 12 Abs. 3a StVO).
- Unnützes Hin- und Herfahren innerhalb geschlossener Ortschaften ist verboten, wenn Andere dadurch belästigt werden (siehe § 30 Abs. 1 StVO).
- Beim Parken während der Dunkelheit genügen Parkleuchten (siehe § 17 Abs. 4 StVO).
- Die Absicht des Überholens darf nicht durch Hupe oder Lichthupe angekündigt werden (siehe § 16 Abs. 1 StVO).
- Wer ein Kraftfahrzeug mit einer zulässigen Gesamtmasse über 3,5 t führt, muss beim Rechtsabbiegen mit Schrittgeschwindigkeit fahren, wenn auf oder neben der Fahrbahn mit geradeaus fahrendem Radverkehr oder im unmittelbaren Bereich des Einbiegens mit die Fahrbahn überquerendem Fußgängerverkehr zu rechnen ist (siehe § 9 Abs. 6 StVO).

## Abgrenzung

Ortshinweistafel

Von der geschlossenen Ortschaft sind allgemeine Ortschaften zu unterscheiden. Eine solche wird häufig auch Offene Ortschaft genannt. Auf sie wird im Straßenverkehr ausdrücklich durch die Ortshinweistafel (Verkehrszeichen 385 nach § 42 Abs. 2 StVO) als Richtzeichen aufmerksam gemacht. Dort gelten die o. g. besonderen Verkehrsregeln nicht.